# Французький іноземний легіон
Францу́зький Інозе́мний легіо́н (фр. Légion étrangère) — військове з'єднання французької армії. Легіон складається з висококваліфікованих піхотинців і унікальний тим, що відкритий для іноземців, готових служити у збройних силах Франції.
Легіон був провідним учасником у всіх вирішальних мілітарних моментах історії Франції.

## Історія

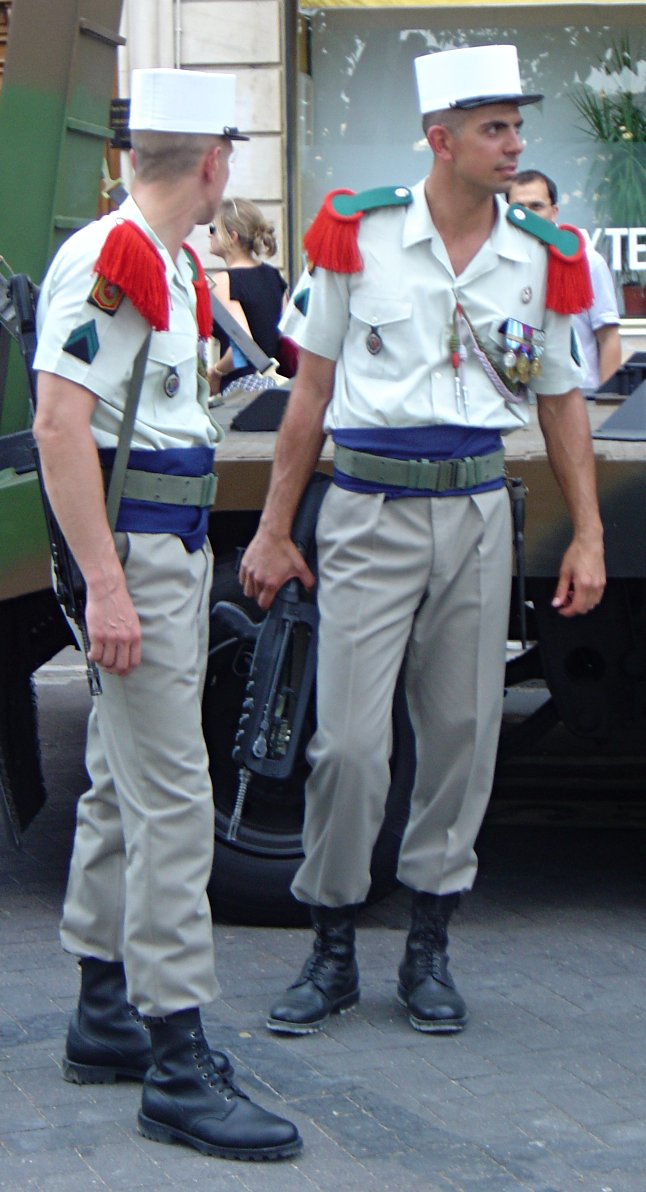
Легіонери в традиційній парадній формі

Французький іноземний легіон створив 9 березня 1831 король Луї Філіпп I на базі кількох полків-попередників. Одним із них був Régiment de Hohenlohe під командою німецького князя і французького маршала фон Гогенлое-Бартенштайна (Ludwig Aloys von Hohenlohe-Bartenstein). Цей полк воював за роялістів в роки Великої французької революції, а пізніше служив королю Карлу X.
Оскільки 1831 року Франція почала колонізацію Алжиру, їй потрібні були великі військові формування. У цей час у Франції (особливо в Парижі) оселилося багато іноземців. Зі створенням Легіону король Луї-Філіпп міг одержати потрібні війська і заодно скоротити в країні чисельність «небажаних» осіб. Тому він видав закон (la Loi du 9 mars 1831) про те, що іноземний легіон можна використовувати лише за межами континентальної Франції. Офіцерів для нового підрозділу набрали з колишньої армії Наполеона I, а в солдати вербували уродженців Італії, Іспанії, Швейцарії, інших європейських країн, а також французів, що мали негаразди з законом. Тоді ж було закладено традицію — не запитувати про справжнє ім'я новобранця.
5 листопада 1854 легіон взяв участь в Інкерманській битві (Кримська війна).
Іноземний легіон брав участь у більшості колоніальних воєн Франції, пізніше — у миротворчих місіях. Найбільшої поразки Легіон зазнав у битві при Дьєнб'єнфу (1954).
Днем слави й трагедії Іноземного легіону стала битва при Камероні (Мексика, 30 квітня 1863), де легіонери билися на боці імператора Максиміліана. 65 легіонерів, прикриваючи рух обозу з грошима та харчами, протягом двох днів боронили маєток Камерон від 2 тисяч мексиканців, після чого в живих залишилися 3 легіонери. Залишившись без боєприпасів, вони пішли у штикову атаку. Втрати мексиканців — близько 500 убитих і приблизно стільки ж поранених.
Сьогодні Легіон застосовують там, де Франція захищає свої інтереси в рамках НАТО або Європейського Союзу, має історичні зобов'язання (наприклад, у Кот-д'Івуар) або де піддано небезпеці життя громадян Франції. Як і 1831 року, Легіон підпорядкований лише одній людині — главі Французької держави (нині — президенту).
Після Першої світової війни 60-80 % легіонерів були німцями, а 2006 року німці становили лише 2 % особового складу.

### Місця, де діяв Легіон, або операції (війни), в яких він брав участь
- Алжир, 1831—1882
- Іспанія, 1835—1839
- Кримська війна, 1853—1856
- Італія, 1859

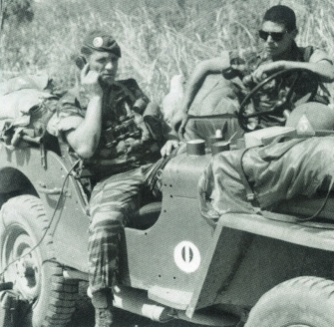
Французькі легіонери в Кольвезі (Заїр) 1978 р.

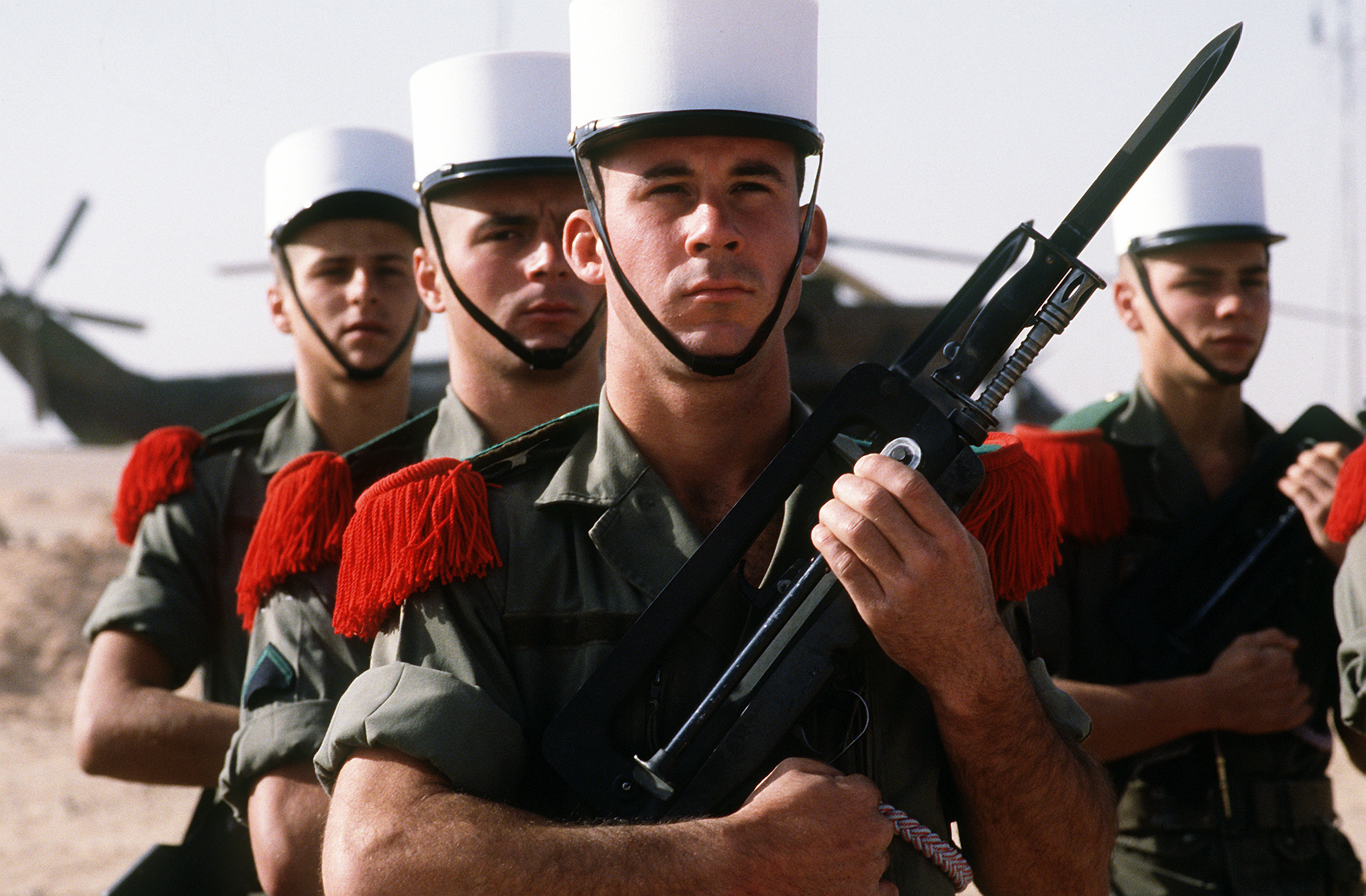
Легіонери в Саудівській Аравії 1992 р.

- Франко-мексиканська війна, 1863—1867
- Оран (Алжир), 1882—1907
- Тонкін (В'єтнам), 1883—1910
- Формоза (Тайвань), 1885
- Дагомея, 1892—1894
- Французький Судан, 1893—1894
- Мадагаскар, 1895—1901
- Марокко, 1907—1914
- Перша світова війна (зокрема, Близький Схід), 1914—1918
- Тонкін (В'єтнам), 1914—1940
- Марокко, 1920—1935
- Сирія (придушення повстання), 1925—1927
- Друга світова війна, 1939—1945
- Індокитай, 1945—1954
- Мадагаскар (придушення повстання), 1947—1950
- Туніс (війна за незалежність), 1952—1954
- Марокко (війна за незалежність), 1953—1956
- Алжирська війна, 1954—1961
- Заїр (придушення заколоту), 1978
- Ліван, 1982—1983
- Війна в Перській затоці (захоплення аеропорту Аль Салман), 1991
- Сомалі (Миротворча операція ООН)
- Боснійська війна, 1992—1996
- Конфлікт навколо Косово, 1999

Під зелено-червоним прапором Іноземного легіону від заснування до кінця 1980-х років служило понад 600 000 чоловік зі всього світу. За словами полковника Морельона (Morellon), в цей час понад 36 000 легіонерів загинули в боях.
У наші дні Легіон використовують здебільшого для запобігання воєнним діям у межах місій під егідою ООН або НАТО (наприклад, Боснія, Косово, Афганістан), у миротворчих операціях, для евакуації людей із районів ведення воєнних дій, надання гуманітарної допомоги, відновлення інфраструктури (наприклад, у Лівані і після цунамі 2004 в Південно-Східній Азії). Водночас Легіон готовий до проведення спецоперацій (боїв у джунглях, в нічних умовах, проти терористів і для звільнення заручників).

## Місця дислокації
- Острів Майотта (Коморські острови)
- ОАЕ (Перська затока)
- Космодром Куру (Французька Гвіана)
- Корсика
- Франція

## Організація і завдання

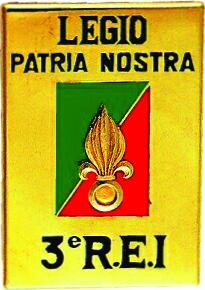

Легіон складається з танкових, піхотних, саперних підрозділів та командування. Це 7 полків (зокрема, відомий 2-й парашутно-десантний, до складу якого входить підрозділ спецпризначення GCP, скомплектований лише добровольцями — офіцерами та унтер-офіцерами, одна напівбригада й один спеціальний загін.

### Сьогоднішня структура підрозділу
- Головне командування Іноземного легіону (COMLE), дислокація — м. Обань
- 1-й іноземний навчальний полк (1e RE), дислокація — м. Обань
- 1-й іноземний кавалерійський полк (1e REC), дислокація — Франція, у складі 6-ї бригади
- 1-й іноземний інженерний полк (1e REG), дислокація — Франція, у складі 6-ї бригади
- 2-й іноземний піхотний полк (2e REI), дислокація — Франція, у складі 6-ї бригади
- 2-й іноземний інженерний полк (2e REG), дислокація — Франція, у складі 27-ї бригади
- 3-й іноземний піхотний полк (3e REI), дислокація — Французька Гвіана
- 4-й іноземний навчальний полк (4e RE), дислокація — Франція, навчальний полк для всіх майбутніх легіонерів
- 2-й іноземний повітрянодесантний полк (2e REP), дислокація —  Корсика, у складі 11-ї бригади
- 13-та напівбригада Іноземного легіону (13e DBLE), дислокація — Франція, у складі 6-ї бригади
- Загін Іноземного легіону в Майотті (DLEM) — Майотта, Коморські острови

Чисельність окремих полків дуже різниться, назва «полк» має історичні причини і щодо структури та чисельності не відповідає звичайним армійським стандартам.

## Умови найму та правові межі
Приймають придатних до військової служби чоловіків усіх національностей віком 17-40 років, готових служити в будь-якій точці земної кулі. Жінок до легіону не беруть. Мінімальний термін першого контракту — 5 років. За цей час можна отримати сержантське звання. Щоби бути офіцером, потрібно мати французьке громадянство, але 90 % офіцерів — вихідці з французьких сухопутних військ, які перейшли служити до Легіону.
Після 3 років служби можна отримати французьке громадянство. Фактично легіонер залишається іноземцем, доки не відслужив мінімальний контрактний термін. Після цього має право на 10-річне проживання у Франції. На початку служби Легіон страхує життя кожного легіонера. Легіонери мають право одружуватися, якщо відновили свою справжню ідентичність (за клопотанням, але не раніше, ніж після 1 року служби) і мають сержантське (наприклад sergent, sergent-chef, adjudant) або капральське (caporal, caporal-chef; при щонайменше 7-річному контракті) звання. Légionnaire de 1ère classe (старший солдат) повинен мати 10-річний стаж для дозволу на одруження.
Після 15 років служби легіонер отримує довічну пенсію, яку виплачують і за кордоном. Крім пенсії, йому відкриті спеціальні будинки для людей похилого віку, створені французькою державою виключно для ветеранів Легіону.
На початку історії Легіону ідентичність добровольців перевіряли поверхнево або не перевіряли взагалі. Через це багато злочинців (зокрема, колишні есесівці) могли ховатися від переслідування вступом до Легіону. Нині кандидатів перевіряють на фізичну придатність, і, якщо немає проблем з Інтерполом, кандидат може бути прийнятий на службу. Ці перевірки тривають протягом декількох днів у вербувальному пункті, причому в цей час кандидатові не дозволяють жодних контактів із зовнішнім світом, при вході відбирають документи. Після закінчення випробувань кандидата або приймають, або виплачують невелику компенсацію (з розрахунку близько €30 на день) і відмовляють у прийомі. Нині кожен легіонер принципово отримує нову особистість, яка захищає від неприємних запитань. Так званий Anonymat містить нове ім'я та прізвище, нові імена батьків, місце і дату народження. Ці дані вносять у службовий паспорт (Carte d'identité militaire) легіонера. При виході з Легіону надають дозвіл на проживання та можливість зміни двох літер зі свого прізвища.

## Особливості
Легіон має 9 бюро набору у Франції (PRLE), 1 центр попередньої селекції в Парижі (PILE Nord und Centre de Présélection Nord) і центр підбору в Обані, які працюють цілодобово. Вербування для служби в Легіоні в багатьох країнах заборонено.
Рядових легіонерів можна впізнати за білим головним убором (képi blanc). Колір берета в Легіоні зелений (béret vert), значок на ньому (insigne béret) — такий, як у всій французької армії, праворуч.
Герб Легіону — граната з 7 язиками полум'я.
Кольори легіону — зелений і червоний (зелений символізує країну, червоний — кров). Якщо підрозділ легіону веде бій, то трикутний вимпел Легіону вішають так, щоби червона барва була нагорі: «Кров на країні»).
Девіз легіону — «Легіон — наша Батьківщина» (лат. Legio Patria Nostra). Для повнішого впровадження цього гасла в свідомість кожного легіонера його контакти зі зовнішнім світом в перші 5 років служби обмежують і контролюють — Легіон справді стає для легіонера сім'єю та домівкою.
Гімн Легіону — пісня Le Boudin, яку (за винятком маршу) завжди співають в позиції «струнко!». Інша особливість — типовий темп маршируванням легіонерів. Тоді як інші армійські підрозділи марширують зі швидкістю 120 кроків за хвилину, у Легіоні роблять лише 88. Це обумовлено тим, що в африканських районах дислокації легіону часто були піщані ґрунти, що ускладнює швидкий марш.

## Організації колишніх легіонерів
Хоча число німців в Легіоні зараз небагато, зважаючи на значну чисельність колишніх легіонерів, у Німеччині існують десятки клубів і організацій колишніх легіонерів (Amicale des Anciens de la Légion étrangère), які в більшості складаються із ветеранів Індокитаю й Алжиру.
Вони регулярно зустрічаються, дбають про традиції, відвідують свята легіонерів у Франції. Дезертирів і вигнаних із Легіону не приймають. З цієї причини кожного нового члена (якщо це колишній легіонер) перевіряє Fédération des Sociétés d'Anciens de la Légion Étrangère (Федерація товариств ветеранів Іноземного легіону).

## Фільми про іноземний легіон
- «Марш або смерть» / March or Die, режисер Дік Річардс, США / Велика Британія, 1977
- «Легіон висаджується в Колвезі» / La Légion saute sur Kolwezi, режисер Рауль Кутар, Франція, 1980
- «Авантюристи» / Les Morfalous, режисер Анрі Верней, Франція 1984
- «Легіонер» / Legionnaire, режисер Пітер Мак-Дональд, США, 1998
- «Красива робота» / Beau Travail, режисер Клер Дені, Франція 1999
- «Втеча до легіону» / Escape to the Legion, документальний фільм, 2005, ведучий — Bear Grylls

## Іноземний легіон та Україна
- Легіонери брали участь у Кримській війні, зокрема їх табір знаходився поблизу Козачої бухти, в Севастополі
- Бійці 2-го українського батальйону імені Тараса Шевченка сил французького Руху Опору, утвореного в 1944 році з колишніх допоміжних поліцейських сил 118-го українського батальйону шуцманшафти, і брали участь в боях проти німецьких військ в останній рік війни, після розпуску значною мірою влились до складу 13-ї напівбригади легіону.
- В іноземному легіоні служили генерали російської армії Пєшков Зіновій Олексійович і Хрещатицький Борис Ростиславович, а також вбивця Симона Петлюри Самуїл Шварцбард.
- За даними ЗМІ проросійські сили в ході Російсько-української війни активно вербували до бойових дій проти України колишніх бійців легіону. Зокрема став відомим факт участі в боях громадянина Бразилії Рафаель Лусваргі[1]. З іншого боку, першим бразильським добровольцем, який загинув у лавах Збройних Сил України у ході російського вторгнення в Україну і був посмертно нагороджений орденом «За мужність» ІІІ ступеня, був інший бразилець — ветеран Легіону, Андре Льюіс Гак Бані, що 2017 року дістав поранення під час проходження служби на території Республики Кот-д'Івуар.[2]
- Теперішній командувач Легіону — українець Кирило Ющенко[3]
- В легіоні служив Брах Євген Олександрович

## Цікаві факти
- Кирило Ющенко (1967 р. н.) — командувач Французького іноземного легіону з липня 2023 року, бригадний генерал, українець за походженням. Магістр зі стратегічного управління кризою.
- Нинішній 1-й кавалерійський полк Легіону (1° REC) був створений у 1921 році на основі кавалерії розбитої армії Врангеля.